# Domenico Abatemarco
Domenico Abatemarco, né en 1796 à Lagonegro et mort le 29 avril 1872 à Naples, est un avocat, magistrat, homme politique et patriote italien du Risorgimento.

## Biographie
Avocat à Naples, Domenico Abatemarco était affilié avec son frère Gabriel à la Carbonari participant à la révolution manquée de 1821. Les deux frères ont fui vers Malte - où ils ont rencontré et devinrent des amis du poète Gabriele Rossetti - puis, en 1822 ils ont obtenu l'asile politique en France et espérèrent en vain pouvoir rentrer à Naples, à la suite de l'amnistie accordée le 18 décembre 1830 par Ferdinand II, dont ils furent exclus.
En 1831, il s'installe à Florence et prend contact avec les Carbonari toscans. Durent la brève période « éclairée » de Léopold II, Domenico Abatemarco devient conseiller de la Cour suprême de cassation et pair du Grand-duché. Après l'expérience révolutionnaire et le retour de Léopold, qui a dissous les Chambres et abrogé la Constitution, il put rester à Florence, mais fut écarté de la magistrature.
Après la réalisation de l'unité italienne, Abatemarco retourna à Naples, où il fit partie de la Cour de cassation et, candidat dans la circonscription de Sala Consilina, il a été élu député lors des élections de 1861.

## Source
- (it) Cet article est partiellement ou en totalité issu de l’article de Wikipédia en italien intitulé « Domenico Abatemarco » (voir la liste des auteurs).